# Qué voy a hacer con mi amor
«Qué voy a hacer con mi amor» es una canción ranchera escrita y producida por Pedro Ramírez y coescrita por Férnandez e interpretada por el artista mexicano Alejandro Fernández. La canción se publicó como el cuarto sencillo de su 11°. álbum de estudio A corazón abierto (2004) en abril del 2005.

## Rendimiento comercial
En los Estados Unidos, en el Billboard Hot Latin Songs, el sencillo ingresó en el número 49 en la semana del 9 de mayo de 2005,  subiendo al número 14 la semana siguiente y ocho semanas después (19 de agosto) alcanzando el número 3. La pista pasó 20 semanas en este gráfico, y se ubicó en el número 28 en el gráfico de fin de año de 2007.

## Créditos y personal
- Pablo Alfaro – fotografía
- Juan Esteban Aristizabal – ingeniero de voz
- Pablo Arraya – ingeniero, ingeniero de voz
- Áureo Baqueiro – percusión, arreglista, teclados, programación, productor, ingeniero, arreglos vocales, arreglos de cuerda, dirección artística, dirección, A & R
- Daniel Betancourt – arreglista, teclados, programación, productor
- Gustavo Borner –  ingeniero
- Richard Bravo – percusión
- Rodrigo Cárdenas - bajo
- Jason Carder – trompeta
- Luis Ángel Cortez – asistente
- Mike Couzzi –  ingeniero
- Ian Cuttler – dirección artística, diseño
- Pepe Damián – Batería
- Fernando de Santiago – vihuela
- Beto Domínguez – percusión
- Vicky Echeverri – coro
- Paul Forat – dirección de arte, A & R
- Luis Gil –  tambor de ingeniería
- Manny López – guitarra acústica
- Bill Meyers – arreglos de cuerda
- Miami Symphonic Strings – cadenas
- Boris Milan – mezcla
- Sergio Minski – coordinador de producción
- José Antonio Molina – arreglos de cuerda
- Marco Moreno –  Ingeniero
- Novi Novag – viola, arreglos de cuerda
- Alfredo Oliva –  Ingeniero
- Daniel Ortega – guitarra eléctrica
- Wendy Pederson – coro
- Richie Pérez –  Ingeniero
- Pancho Ruiz – bajo eléctrico
- Milton Salcedo – piano, arreglista, teclados, programación, producción, Fender Rhodes, arreglos de viento
- Freddie Sandoval – ingeniero
- Kike Santander – guitarra acústica, arreglista, productor, guitarra española, arreglos de viento
- Marco Antonio Santiago – guitarrón
- Dana Teboe – trompeta
- Ramiro Teran – coro, ingeniero
- Juan José Virviescas – ingeniero

## Posicionamiento en listas
| Listas (2005)                      | Mejor posición |
| ---------------------------------- | -------------- |
| Estados Unidos (Hot Latin Songs)   | 31             |
| Estados Unidos (Latin Airplay)     | 31             |
| Estados Unidos (Latin Pop Airplay) | 5              |
| México (Monitor Latino)            | 9              |